# Episodi di Madagascar - I 4 dell'oasi selvaggia (seconda stagione)
La seconda stagione di Madagascar - I 4 dell'oasi selvaggia è stata pubblicata negli Stati Uniti dall'11 dicembre 2020 sui servizio on demand Peacock e Hulu e in Italia dall'11 al 28 gennaio 2021 su Frisbee.
| n° | Titolo originale      | Titolo italiano | Diretto da    | Scritto da                   | Pubblicazione USA | Pubblicazione Italia |
| -- | --------------------- | --------------- | ------------- | ---------------------------- | ----------------- | -------------------- |
| 1  | A Tale Of Two Kitties |                 | Robert Briggs | Drew Champion & Jacob Moffat | 7 settembre 2020  | 11 gennaio 2021      |
| 2  | Fire Marshall Melman  |                 | Robert Briggs | Laura Zak                    | 7 settembre 2020  | 11 gennaio 2021      |
| 3  | Fancy Fifths          |                 | Craig George  | Lindsay Kerns                | 7 settembre 2020  | 18 gennaio 2021      |
| 4  | Hedgehog Sitters Club |                 | Craig George  | Kristy Grant                 | 7 settembre 2020  | 18 gennaio 2021      |
| 5  | CupKate               |                 | Erik Kling    | Roxy Simons                  | 7 settembre 2020  | 25 gennaio 2021      |
| 6  | Pest Side Story       |                 | Craig George  | Dave Polsky                  | 7 settembre 2020  | 25 gennaio 2021      |